# رانجيتسين ديسيل (الهند)
رانجيتسين ديسيل مدرس هندي من ولاية ماهاراشترا. هو الفائز بجائزة المعلم العالمية السنوية التي تبلغ قيمتها مليون دولار أمريكي لعام 2020 والتي تم الإعلان عنها في 3 ديسمبر 2020. جائزة المعلم العالمية، التي أشار إليها الصحفيون على أنها جائزة نوبل للتدريس، تسلط الضوء على المهنة وتحتفي بها بينما تمنح تقديراً أكبر لعمل المعلمين في جميع أنحاء العالم. قال ديسيل في خطابه الفائز إنه سيشارك مع زملائه التسعة المتأهلين للتصفيات النهائية نصف أموال الجائزة، مما يعني أنهم سيحصلون على 55 ألف دولار لكل منهم. كما أنه يعمل مع البنك الدولي كمستشار لبرامجهم التعليمية.

## النشأة والتعليم
ينحدر رانجيتسين ديسيل من قرية باريتوادي في منطقة سولابور في ولاية ماهاراشترا. في البداية، قرر أن يصبح مهندسًا في تكنولوجيا المعلومات والتحق بكلية الهندسة. ولكن عندما لم تكن الأمور مناسبة له، فأقنعه والده بالالتحاق ببرنامج تدريب المعلمين. بينما كان ديسيل مترددًا في البداية بشأن القرار، فإن الوقت الذي قضاه في كلية تدريب المعلمين جعله يدرك أن صانعي التغيير الحقيقيين في العالم هم المعلمون.

## الوظائف
يشتهر ديسيل بأعماله التدريسية المبتكرة، بما في ذلك عرض التجارب العلمية من مختبر العلوم الذي بناه وإضافة رموز QR إلى كتب الفئات الأساسية حتى يتمكن طلابه من الحصول على روابط لأشعار صوتية ومحاضرات فيديو ومهام وقصص. تبنى المجلس الوطني للبحوث التربوية والتدريب فكرته في دمج رموز الاستجابة السريعة في الكتب المدرسية. ما قام في قريته بحملة للقضاء على زواج القر والاطفال والمراهقات وتشجيع تعليم الفتيات.

## الجوائز
| عام  | عنوان                 | النتيجة | قدم بواسطة  | المرجع. |
| ---- | --------------------- | ------- | ----------- | ------- |
| 2016 | باحث العام المبتكر    | فاز     | حكومة الهند | [ 10 ]  |
| 2020 | جائزة المعلم العالمية | فاز     | مؤسسة فاركي | [ 11 ]  |